# ペンタデカン酸
ペンタデカン酸（ペンタデカンさん、pentadecanoic acid）またはペンタデシル酸（ペンタデシルさん、pentadecylic acid）は、飽和脂肪酸の一種。
牛乳中の乳脂肪が主な食事供給源であり、乳脂肪摂取の指標として使用されている